# Idaea maculata
Idaea maculata là một loài bướm đêm trong họ Geometridae.